# Henry James
Henry James (Nova York, 15 d'abril de 1843-Londres, 28 de febrer de 1916), fill del teòleg Henry James i germà del filòsof i psicòleg William James, i de l'escriptora Alice James, va ser un escriptor i crític literari estatunidenc que va desenvolupar la seua carrera entre finals del segle xix i principis del segle xx. Va passar molt de temps a Europa i es va nacionalitzar com a britànic poc abans de la seua mort. És conegut fonamentalment per les seues novel·les, narracions breus i contes, basades en temes de consciència i moral.
James va contribuir significativament a la crítica de la ficció, particularment en la seua insistència que els escriptors han de gaudir de la llibertat més gran possible per a presentar la seua visió del món. El seu ús imaginatiu del punt de vista, del monòleg interior i del narrador no fiable en les seues novel·les i contes van aportar una nova profunditat i interès a la ficció narrativa. Va ser un escriptor extraordinàriament productiu, que va deixar grans llibres de viatges, biografies, autobiografia i volums de crítica d'art.
James va ser nominat al Premi Nobel de Literatura el 1911, 1912 i 1916.

## Vida
Henry James va nàixer a la ciutat de Nova York, al si d'una rica família i en un ambient intel·lectual. Son pare, Henry James Sr., estava interessat en diversos temes religiosos i literaris. En la seua joventut, James va viatjar i residir amb la seua família entre Europa i Amèrica. Va estudiar amb tutors a Ginebra, Londres, París i Bonn. A l'edat de 19 anys, va assistir breument i sense èxit a la Harvard Law School (Facultat de Dret de Harvard), però s'estimava més la literatura que el dret.
Des de ben jove James va llegir, analitzar i estudiar els clàssics anglesos, americans, francesos, italians, alemanys i russos (traduïts). L'any 1864 va publicar, de forma anònima, la seua primera narració curta A Tragedy of Error i, des d'aleshores, es va consagrar completament a la literatura. Al llarg de la seua carrera col·laboraria extensament amb diferents revistes, com ara The Nation, The Atlantic Monthly, Harper's i Scribner's. Des de l'any 1875 fins a la seua mort, va mantenir un intens calendari de publicació en gran varietat de gèneres: novel·la, col·leccions de contes, crítica literària, llibres de viatges, biografies i autobiografia.
En total, va escriure 22 novel·les, incloent-hi dues d'inacabades a la seua mort, i 112 contes de diferents llargàries, a més d'algunes obres teatrals i un gran nombre d'assaigs. Entre els escriptors que més pregonament el van influir en la seua obra de ficció cal esmentar Nathaniel Hawthorne, amb el seu èmfasi en les ambigüitats del lliure albir humà i la universalitat de la culpa, Honoré de Balzac, amb la seua acurada atenció al detall i la presentació realista dels personatges, i Ivan Turguénev, amb la seua aversió vers els arguments sobreelaborats.
James no es va casar mai, i continua sent una qüestió irresolta (i potser irresoluble) si mai va experimentar una relació sexual consumada. Moltes de les seues cartes estan farcides d'expressions d'afecte vers homes i dones, però mai no s'ha pogut demostrar que aquestes expressions hagueren desembocat en alguna cosa més. Al seu efeminat amic Howard Overing Sturgis, per exemple, James podia escriure-li: "Repetisc, gairebé amb indiscreció, que podria viure amb tu. Tanmateix, només puc intentar viure sense tu." D'igual manera, James va escriure a Lucy Clifford, per molts anys amiga i deixebla: "Estimada Lucy! Què podria dir?, quan t'estime tant i tant, i et mire a tu nou vegades per cadascuna que mire a d'altres! Per tant, crec que —si vols que ho deixe clar fins i tot per a la intel·ligència més pobra— t'estime més que cap altra persona." En altre exemple de l'estil epistolari de James, de vegades emocional, va escriure a la seua amiga novaiorquesa Mary Cadwalader Jones: "Estimada Mary Cadwalader. T'enyore, però t'enyore debades; i el teu llarg silenci realment trenca el meu cor, em desconcerta, em deprimeix, quasi m'alarma, fins al punt que fins i tot em pregunte si el vell babau i inconscient Célimare ["Jones", malnom afectuós de James] us ha fet quelcom, en algun fosc somnambulisme de l'esperit, que us haja… fet passar un mal moment, o una dolenta impressió, o un "pretext pintoresc"… Encara que aquestes coses hagen pogut passar, ell t'estima tan tendrament com sempre; res, fins al final dels temps, no el separarà de tu, i ell recordarà aquelles hores íntimes al matí al carrer Onze, aquelles matinades telefòniques, com les més romàntiques de la seua vida…"
James gaudia de la vida social amb els seus nombrosos amics i coneguts, però sembla que va mantenir certa distància amb altres persones. La seua llarga amistat amb la novel·lista estatunidenca Constance Fenimore Woolson —en casa de la qual va viure durant unes setmanes a Itàlia l'any 1887— i el xoc i el dolor que va patir quan aquesta es va suïcidar l'any 1894, es discuteixen amb detall en la biografia de James escrita per Leon Edel, i tenen un paper central en la més recent biografia escrita per Lyndall Gordon. (Vegeu les notes al peu per a més detalls sobre totes les biografies de James en anglès.) Però de nou, la naturalesa de la relació no és clara. Alguns crítics moderns han especulat que James era el més semblant a un homosexual reprimit. L'autor Terry Eagleton ha manifestat que: "[…] els crítics gais debaten sobre el grau exacte de repressió de la seua (probable) homosexualitat…" Però les fonts indicades en les notes al peu il·lustren que la sexualitat de James continua sent un tema polèmic i sense consens entre crítics i biògrafs, cosa que explica la qualificació de "probable" en l'opinió d'Eagleton.
Després d'un breu intent de residir a París, James es va traslladar de forma permanent a Anglaterra, l'any 1876. Primer es va instal·lar en un apartament de Londres, i després, des del 1898, a Lamb House, una residència històrica de Rye, East Sussex. El 1899, quan James tenia 56 anys, va conèixer a Roma el jove escultor estatunidenc -de 27 anys- Hendrik Christian Andersen, del qual sembla que es va enamorar, i a qui va escriure cartes sentimentals i de vegades eròtiques: "Et posseïsc, estimat xicot, en el meu més profund amor, i confie que tu sentes el mateix —en cada batec de la teua ànima"; "Pose, estimat xicot, el meu braç al voltant teu, i sent la pulsació del nostre excel·lent futur i del teu admirable talent." Tot i això, l'exacta naturalesa de la relació entre James i Andersen potser mai no serà coneguda amb certesa.
James va visitar els Estats Units en diverses ocasions, notablement entre el 1904 i el 1905. L'esclat de la Primera Guerra Mundial el va afectar profundament, i l'any 1915 va esdevenir ciutadà britànic amb l'objectiu de demostrar lleialtat al país que l'havia acollit, i en protesta per l'actitud dels Estats Units de no entrar en guerra al costat del Regne Unit. James va sofrir un atac d'apoplexia a Londres, el 2 de desembre de 1915, i va morir tres mesos després.

## Estil i temes
James és una de les grans figures de la literatura americana. Les seues obres juxtaposen sovint personatges de diferents procedències —el Vell Món (Europa), alhora artístic, corromput i fascinant; i el Nou Món (Estats Units), on la gent és sovint temerària, oberta i assertiva— explorant com aquest xoc de personalitats afecta tots dos mons.
Aposta pels drames interns i psicològics, sovint centrant-se sobre els conflictes amb què els seus imaginaris protagonistes es troben en els seus dificultosos medis. Sobre això, la seua secretària Theodora Bosanquet va manifestar en la seua monografia Henry James at Work:
"Quan ell abandonava el refugi del seu estudi, s'internava en el món i guaitava al seu voltant, veia un lloc de turment, on criatures rapinyaires clavaven perpètuament les urpes en la tremolosa carn dels condemnats, indefenses criatures de la llum… Les seues novel·les són una reiterada exposició d'aquesta maldat, una repetida i apassionada súplica per una completa llibertat de desenvolupament, entrebancada per una imprudent i bàrbara estupidesa".
Les seues primeres obres es consideren realistes per la cura en la descripció dels detalls físics dels personatges i del seu entorn. Tanmateix, al llarg de la seua carrera, James va mantenir interessos en una gran varietat de corrents i moviments artístics. La seua obra va esdevenir gradualment més metafòrica i simbòlica, i va explorar cada vegada més la ment dels personatges. En aquesta intensa anàlisi de la consciència dels personatges principals, les darreres obres de James presagien els grans progressos de la ficció en el segle xx.
La prosa de les darreres obres de James sovint es caracteritza per les frases llargues i les digressions, que difereixen el verb i inclouen gran quantitat d'adverbis, frases preposicionals i frases subordinades. Semblava com si James haguera canviat l'estil directe de les seues primeres obres per un altre de més elaborat. Els biògrafs han assenyalat que aquest canvi es va produir aproximadament quan James va començar a dictar la seua obra a una secretària.
Henry James patia d'un lleu tartamudesa, però el va superar amb l'hàbit de parlar deliberadament pausat. Atès que creia que la bona escriptura havia d'assemblar-se a la conversa d'una persona intel·ligent, el procés de dictar les seues obres potser podria explicar el canvi cap a frases directes d'estil conversacional. La prosa resultant és de vegades barroca. La seua amiga Edith Wharton, que per altra banda l'admirava força, va reconèixer que hi havia certs episodis en les seues obres que eren del tot incomprensibles. Les seues narracions curtes, com ara The Aspern Papers i The Turn of the Screw, es consideren generalment de més fàcil lectura que les novel·les llargues, i les novel·les primerenques són més accessibles que les més tardanes.
The Turn of the Screw (Una altra volta de rosca), és, això no obstant, una de les seues darreres obres. Les generalitzacions a propòsit de l'«accessibilitat » de l'obra de ficció de James són, almenys, difícils. Algunes de les seues darreres narracions curtes –Europe, Paste i Mrs. Medwin, per exemple— són més breus i directes que altres dels seus primers anys.
Durant la major part de la seua vida James va ser un expatriat, un foraster, vivint a Europa. La major part de The Portrait of a Lady va ser escrita mentre residia a Venècia, una ciutat la bellesa de la qual trobava que el distreia; es trobava més a gust en la petita ciutat de Rye a Anglaterra. El sentiment de ser un americà a Europa està present de manera recurrent en les seues obres, en les quals contrasta la innocència americana (o absència de sofisticació) amb la sofisticació (o decadència) europea —vegeu per exemple The Portrait of a Lady, The Ambassadors i The Golden Bowl.
Va poder viure dels seus llibres, tot i que modestament, sent sovint hoste de persones riques. Va créixer en una família acomodada i, per tant, va poder penetrar en el món burgès, que va retratar en moltes de les seues obres. (Deia que havia aconseguit alguns dels seus millors arguments a partir dels relats contats en la sobretaula dels sopars). Va ser un home amb una sexualitat indefinida i amb uns gustos i interessos que, d'acord amb els estàndards de l'era victoriana i de la cultura angloamericana, eren més aviat femenins. William Faulkner va referir-se a James una vegada com "la més encisadora vella dama que he conegut". De manera semblant, Thomas Hardy va qualificar en James i en Robert Louis Stevenson de "femelles virtuoses" quan va llegir els seus comentaris desfavorables sobre Tess of the d'Urbervilles a la col·lecció de cartes de James, editades per Percy Lubbock l'any 1920. Theodore Roosevelt també va criticar James per la seua suposada manca de masculinitat. Quan James va fer una gira pels Estats Units entre 1904 i 1905, va conèixer Roosevelt —a qui anomenava "Theodore Rex" i a qui va definir com un "perillós i ominós xovinista "— en un sopar a la Casa Blanca. Sorprenentment, els dos homes van conversar amigablement i llarga, com si foren els millors amics.
Sovint s'assegura que el fet que James fora un foraster permanent podria haver-lo ajudat en la seua detallada anàlisi psicològica de les situacions — un dels punts forts del seu estil. Mai no es va integrar completament en cap facció. (Vegeu The Princess Casamassima, especialment el comentari de la princesa sobre el fet que Hyacinth estiga condemnat a observar el món a través d'un tros de vidre.) En la seua crítica de The Pilgrimage of Henry James, Edmund Wilson va assenyalar el punt de vista objectiu -allunyat de James- i en va fer una sorprenent comparació:
"Hom pot apreciar millor James si se'l compara amb dels dramaturgs del segle xvii Racine i Molière, a qui s'assembla en la manera d'usar el punt de vista, i fins i tot amb Shakespeare, quan es deixen de banda les diferències evidents quant als temes i les formes. Aquests poetes, no són, a diferència de Dickens i Hardy, escriptors de melodrama —ni humorístics ni pessimistes, ni cronistes de la societat com Balzac, ni profetes com Tolstoi: s'ocupen simplement de la presentació de conflictes de caràcter moral, sense tractar d'evitar-los o intentar suavitzar-los. No condemnen la societat per aquestes situacions: més aviat les consideren universals i inevitables. Fins i tot no culpen Déu per permetre-les: les accepten com a condicions de la vida".
Hom pot considerar la major part de les narracions de James com experiments psicològics. The Portrait of a Lady pot ser un experiment destinat a analitzar què ocorre quan una dama jove i idealista de sobte esdevé molt rica; també s'ha suggerit que l'argument va inspirar-se en la teoria de la selecció natural de Charles Darwin. La novel·la The Turn of the Screw descriu la història psicològica d'una jove, soltera (segons alguns crítics, sexualment reprimida i possiblement desequilibrada) i governanta. Aquesta governanta sucumbeix a una situació ambigua i terrorífica, que inclou percepcions dels fantasmes dels seus predecessors Miss Jessel i el seu amant, Peter Quint.

## Principals novel·les

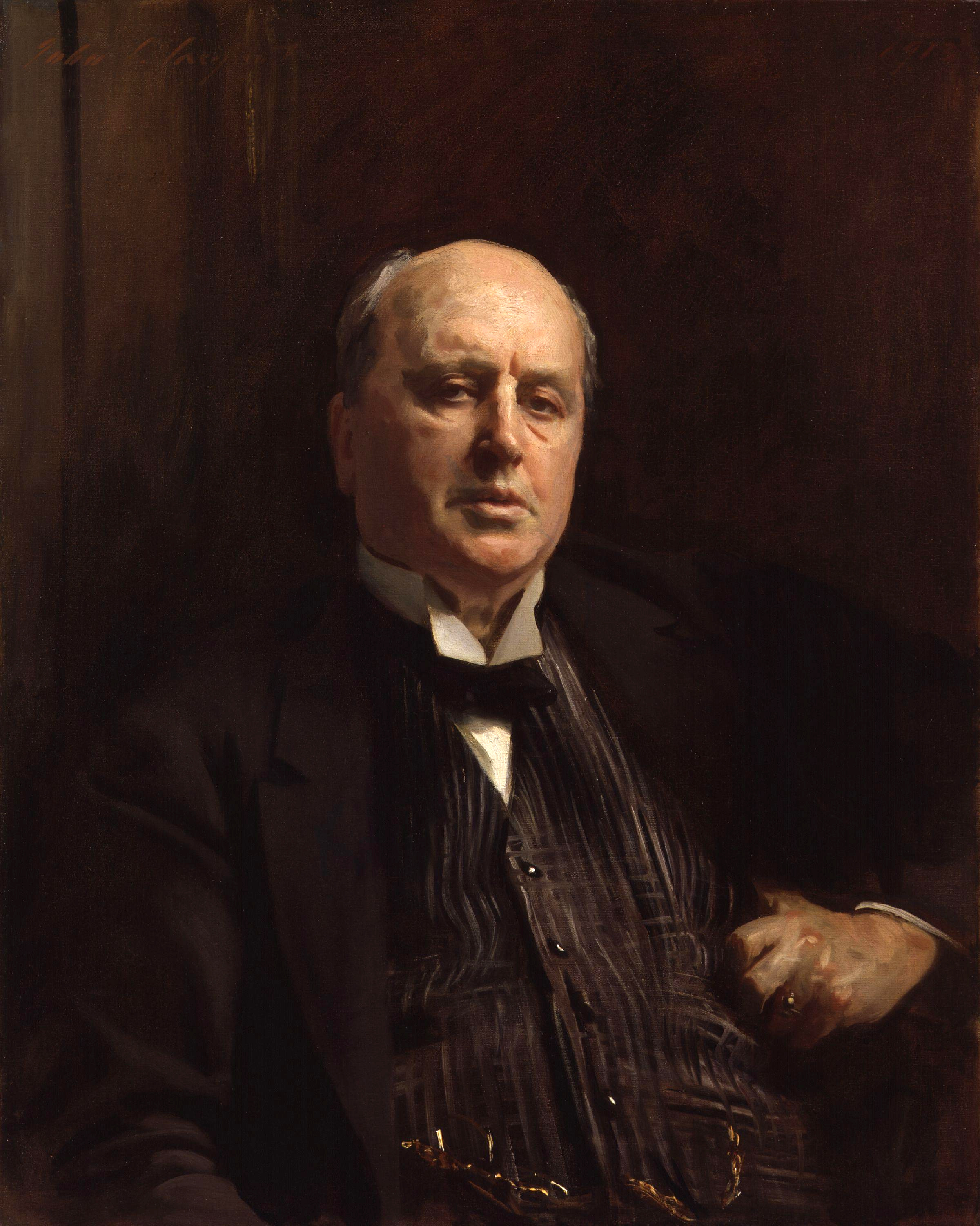
Retrat a l'oli de Henry James, per John Singer Sargent, (1856-1925)

Tot i que la qualificació d'algunes de les novel·les d'en James com a "principals" siga una qüestió de preferències personals, les següents han aconseguit preeminència entre les seues obres en opinió de la major part dels crítics.
El primer període creatiu de James, que habitualment es considera que va culminar amb The Portrait of a Lady, es va concentrar en el contrast entre Europa i Amèrica. L'estil d'aquestes novel·les és directe i, tot i ser personal, respecta les normes de la prosa de ficció del segle xix. Roderick Hudson (1875) és una bildungsroman que tracta el desenvolupament del personatge principal que li dona títol, un extremadament talentós escultor. Encara que el llibre mostra alguns trets d'immaduresa —va ser el primer intent seriós de James en una novel·la llarga— ha atret comentaris favorables per la seua vívida recreació dels tres personatges principals: Roderick Hudson, molt dotat però inestable i de poca confiança; Rowland Mallet, amic madur i patró de Roderick; i Christina Light, una de les més encisadores i exasperants femmes fatales creades per James. La parella de Hudson i Mallet sembla representar les dues cares de la mateixa naturalesa de James: l'artista violentament imaginatiu, i el taciturn i escrupolós mentor.
Tot i que Roderick Hudson tracta fonamentalment sobre personatges americans en un ambient europeu, James va fer el contrast Europa–Amèrica molt més explícit en la seua següent novel·la. De fet, aquest contrast pot ser considerat el tema principal de The American (1877). Aquesta novela és una combinació de comèdia social i melodrama sobre les aventures i desgràcies de Christopher Newman, home de negocis estatunidenc, essencialment amb bon cor però un poc barroer, en el seu primer viatge a Europa. Newman cerca un món diferent al de les simples i aspres realitats dels negocis americans del segle xix. Troba tant la bellesa com la decadència d'Europa.
James no va ambientar totes les seues novel·les a Europa ni va enfocar exclusivament el contrast entre el Nou Món i el Vell Món. Ambientada a Nova York, Washington Square (1880) és una enganyosa simple tragicomèdia que narra el conflicte entre una ximple i dolça filla, i el seu brillant i dominant pare. S'ha comparat sovint aquesta novel·la amb les obres de Jane Austen per la claredat i la gràcia de la seua prosa, i per girar sobre les relacions familiars. A James no li agradava particularment Jane Austen, de manera que potser no va considerar aquesta comparació com un elogi. De fet, James tampoc estava massa content amb Washington Square. Va intentar llegir-la per valorar la seua inclusió en l'edició de Nova York de les seues obres de ficció (1907–09), però no la va resistir i, per tant, la va excloure d'aquesta edició. Tanmateix, altres lectors han gaudit la novel·la fins a fer-la una de les més populars de tota la producció de James.
En The Portrait of a Lady (1881) James va concloure la primera fase de la seua carrera amb una obra que fins avui dia roman com la seua novel·la llarga més popular, si els índexs de venda d'Amazon poden considerar-se un indicador acurat. Aquest impressionant èxit és la història d'una jove i ardent dona americana, Isabel Archer, que "afronta el seu destí" i el troba aclaparador. Hereta una gran quantitat de diners i subsegüentment, esdevé víctima d'un parany maquiavèlic de dos expatriats americans. Ambientada principalment a Europa, sobretot a Anglaterra i Itàlia, i generalment considerada com l'obra mestra de la seua primera fase, aquesta novel·la no és només una reflexió de l'absorbent obsessió de James sobre les diferències entre el Vell i el Nou Món; la novel·la tracta també amb profunditat els temes de la llibertat personal, la responsabilitat, la traïció i la sexualitat.
En la dècada del 1880, James va començar a explorar noves àrees d'interès a banda del contrast Europa–Amèrica i de la "noia americana". En particular, va començar a escriure sobre temes explícitament polítics. The Bostonians (1886) és una comèdia agredolça que se centra en un triangle de personatges peculiars: Basil Ransom, un inflexible polític conservador de Mississipi; Olive Chancellor, cosina de Ransom i feminista compromesa de Boston; i Verena Tarrant, una bonica protegida d'Olive en el moviment feminista. L'argument se centra en la lluita entre Ransom i Olive per la lleialtat i l'afecte de Verena, incloent-hi també un ampli panorama sobre els activistes polítics, periodistes i personatges de naturalesa excèntrica.
El tema polític es torna fosc en The Princess Casamassima (1886), la història d'un intel·ligent però atordit enquadernador londinenc, Hyacinth Robinson, que es troba involucrat en un assassinat polític terrorista d'extrema esquerra. El llibre és un cas singular en la producció de James pel tema violent de caràcter polític. Tanmateix, sovint es compara amb The Bostonians, que també tracta un tema polític, tot i que d'una manera menys tràgica.
Quan començava la seua última temptativa -finalment desastrosa- de conquerir l'escena, va escriure The Tragic Muse (1890). Aquesta novel·la ofereix un ampli i alegre panorama de la vida anglesa, bussejant en la vida de dos personatges amb vocació artística: Nick Dormer, que dubta entre una carrera política i els seus esforços per a esdevenir pintor, i Miriam Rooth, una actriu que lluita per l'èxit artístic i comercial. Un enorme conjunt de personatges secundaris ajuda i entrebanca els seus propòsits. El llibre reflecteix el gran interès de James pel teatre i sovint es considera que tanca la fase segona o intermèdia de la seua carrera de novel·lista.
Després del fracàs del seu "experiment dramàtic", James va tornar a la narració amb un enfocament més profund i incisiu. Va començar a investigar la consciència dels seus personatges d'una manera més penetrant, que ja havia estat anunciada en certs passatges del capítol 42 de The Portrait of a Lady. El seu estil va començar a evolucionar cap a una major complexitat, obligat per una major profunditat de la seua anàlisi. Hom considera The Spoils of Poynton (1897) el primer exemple d'aquesta fase final. Es tracta d'una novel·la curta que descriu el conflicte entre Mrs. Gereth, una viuda d'impecable capteniment i voluntat de ferro, i el seu fill Owen, en una casa farcida de valuosos mobles antics. La història es narra des del punt de vista de Fleda Vetch, una jove dona enamorada d'Owen però alhora comprensiva amb l'angoixa que a Mrs. Gereth li provoca la possibilitat de perdre les antiguitats que amb tanta paciència ha aconseguit col·leccionar.
James va continuar aquest compromès acostament psicològic amb What Maisie Knew (1897), la història de la sensible filla d'uns irresponsables pares divorciats. La novel·la continua sent d'actualitat, com a exemple de la descripció inflexible d'una família violentament disfuncional. També és una important fita tècnica de James el fet de seguir l'evolució del personatge principal des de la infantesa fins a l'inici de la maduresa.
En el tercer període de la seua carrera, James ateny les més significatives realitzacions en tres novel·les publicades just després de l'inici del segle xx. El crític F. O. Matthiessen va qualificar aquesta "trilogia" com la cimera de l'obra de James i, certament, aquestes novel·les han concentrat intensos estudis crítics. Tanmateix, per ordre d'escriptura, és el segon d'aquests volums, The Wings of the Dove (1902), el primer que va ser publicat. Aquesta novel·la conta la història de Milly Theale, una hereva americana atacada per una seriosa malaltia, i l'impacte en les persones que l'envolten. Algunes d'aquestes persones la conforten amb motivacions honorables, mentre que d'altres actuen de manera interessada. James va manifestar en els seus escrits autobiogràfics que el personatge de Milly estava basat en Minny Temple, la seua benvolguda cosina, morta a curta edat de tuberculosi. Va dir que havia intentat embolcallar la seua memòria amb la "bellesa i dignitat de l'art".
La següent novel·la en ser publicada, The Ambassadors (1903), és una fosca comèdia que segueix el viatge del protagonista Lewis Lambert Strether a Europa en persecució del suposat fill de la seua promesa viuda. L'objectiu de Strether és fer tornat el jove als negocis familiars, però es troba amb complicacions inesperades. La narració, en tercera persona, es fa exclusivament des del punt de vista de Strether. En el prefaci a l'edició novaiorquesa de l'obra, James va situar aquesta novel·la en el rang superior de la seua obra, cosa que ha ocasionat alguns desacords dels crítics. The Golden Bowl (1904) és un complex i intens estudi del matrimoni i l'adulteri que completa la fase final i, essencialment, la carrera novel·lística de James. L'obra explora el laberint d'interrelacions entre un pare i una filla, i els seus respectius cònjuges. La novel·la explora profundament i gairebé exclusivament la consciència dels personatges principals, de vegades amb un detall obsessiu i amb una punyent percepció.

## Narracions curtes

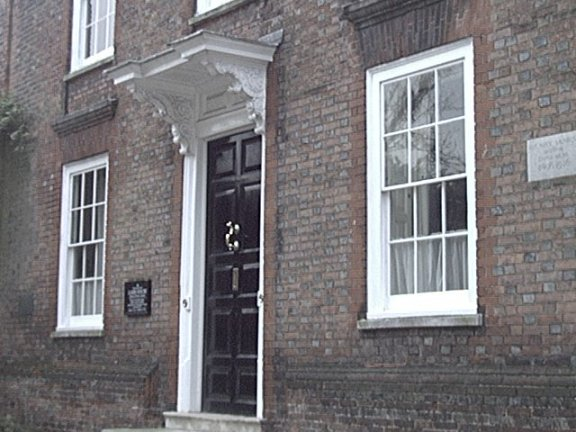
Lamb House a Rye (East Sussex), on James va viure des de l'any 1897

James va estar particularment interessat en el que va anomenar "beautiful and blest nouvelle" ('sagrada i bella novel·la curta'), és a dir, la forma més extensa de la narració curta. No obstant això, va escriure un significatiu nombre de contes, amb els quals va aconseguir una notable anàlisi de temes de vegades complexos. Les obres següents són representatives del treball de James en la narració curta:
Com en el cas de les novel·les llargues de la seua primera etapa, el contrast entre Europa i Amèrica també va ser un tema predominant en molts dels seus primers contes. En A Passionate Pilgrim (1871), l'obra més primerenca que James va incloure en l'edició novaiorquesa, les diferències entre Europa i Amèrica esclaten en un conflicte obert, que desemboca en un final irònic. La tècnica narrativa encara sembla una mica inexperta, amb passatges descriptius de color local que ocasionalment interrompen el fil narratiu. Però James condueix amb destresa un interessant i convincent exemple que ell mateix anomenava la "llegenda americanoeuropea".
Després, James va publicar algunes obres abans del seu gran èxit entre els lectors del seu temps, Daisy Miller (1878). Aquesta història retrata els confusos intents de conquista de la protagonista principal, una noia amb esperit lliure, per part de Winterbourne, compatriota de la noia molt més sofisticat. La persecució de Daisy es veu interferida pels coquetejos d'aquesta, desaprovats pels altres expatriats que van trobant a Suïssa i a Itàlia. Les dificultats de la protagonista per a comprendre les normes de la societat a la qual tan desesperadament desitja pertànyer, la condueixen finalment a la tragèdia.
Igual que James va deixar a banda els seus estudis sobre les diferències entre Europa i Amèrica i el seu interès en la "noia americana" en les seues novel·les, també ho va fer en els contes, explorant nous temes a partir de la dècada del 1880. The Aspern Papers (1888) és un dels més coneguts i més aclamats contes llargs de James. L'argument es basa en una anècdota que James va escoltar sobre un admirador de Shelley, que va intentar aconseguir algunes valuoses cartes escrites pel poeta. Ambientada en una Venècia brillantment retratada, la història demostra la capacitat de James de generar un suspens insuportable sense ometre el desenvolupament dels personatges. Altre excel·lent exemple de la fase intermèdia de James en la narració curta és The Pupil (1891), la història d'un infant precoç que creix al si d'una falsa i deshonesta família. Cultiva l'amistat amb el seu tutor, que és l'únic adult en qui pot confiar. James presenta la seua relació amb simpatia i profunditat, i la història arriba al que alguns han considerat l'estatus d'una tragèdia clàssica.
La fase final de la narrativa curta de James mostra les mateixes característiques que la fase final en les seues novel·les: un estil més recargolat, una major profunditat psicològica i una major atenció sobre els personatges principals. Probablement la narració curta més popular d'aquest període entre els lectors actuals siga The Turn of the Screw (1898). Es tracta d'una història de fantasmes que ha estat portada a l'òpera i al cinema. Amb el seu contingut potser ambigu i una punyent tècnica narrativa, la història repta el lector a determinar si la protagonista, una governanta sense nom, està informant correctament dels fets o si es tracta d'una vertadera neuròtica amb una exagerada imaginació. Per enterbolir més els fets, els seus escrits a propòsit d'aquesta experiència —una història dins d'una altra— són llegits uns anys més tard amb ocasió d'una celebració familiar de Nadal per una persona que declara haver conegut l'autora.
The Beast in the Jungle (1903) és gairebé considerada universalment com una de les narracions curtes més aconseguides de James, i sovint ha estat comparada amb The Ambassadors per la seua reflexió sobre l'experiència o l'absència d'aquesta. La història tracta altres temes universals: soledat, destí, amor i mort. La paràbola de John Marcher i el seu peculiar destí parlen a tothom que hagi especulat sobre el valor i el significat de la vida humana. Entre els seus últims treballs en narrativa curta, The Jolly Corner (1908) es considera habitualment com una de les millors històries de fantasmes de James. El conte descriu les aventures de Spencer Brydon en examinar l'actualment buida casa de Nova York, on va créixer.

## Assaig
A banda de la narrativa, James va ser un dels més importants crítics literaris de la història de la novel·la. En el seu clàssic assaig The Art of Fiction (1884), va argüir en contra de les rígides interdiccions sobre la llibertat del novel·lista en l'elecció del tema i el mode de tractar-lo. Va mantenir que la més àmplia llibertat possible hauria d'assegurar la continuïtat de la vitalitat de la narrativa. James també va escriure valuoses notes crítiques sobre altres novel·listes: és típic el seu penetrant estudi sobre el novel·lista americà Nathaniel Hawthorne. Quan preparava l'edició novaiorquesa de les seues obres de ficció, James va escriure-hi una sèrie de prefacis, sotmetent el seu propi treball al mateix escrutini crític, de vegades sever.
Durant tota la seua vida, James va ambicionar l'èxit com a dramaturg. Va transformar la seua novel·la The American en obra de teatre, i n'obtingué una tèbia acollida a principis de l'any 1890. En total va escriure una dotzena d'obres de teatre, i la major part n'ha quedat sense estrenar. El seu drama Guy Domville va fracassar estrepitosament en l'estrena, l'any 1895. Llavors James va abandonar durant una llarga temporada els seus esforços per conquerir l'èxit teatral, i va retornar a la narrativa. En els seus escrits va mantenir que els seus experiments teatrals resultaven beneficiosos per a la seua producció de novel·les i contes, ajudant-lo a dramatitzar els pensaments i les emocions dels personatges. També va escriure una petita però valuosa quantitat d'obres de crítica teatral, incloent-hi interessants apreciacions sobre Henrik Ibsen.
Amb un ampli ventall d'interessos, James va escriure ocasionalment sobre arts plàstiques. Potser la seua contribució més valuosa va ser la seua positiva valoració del company expatriat John Singer Sargent, l'obra del qual ha gaudit d'una creixent estima crítica en les dècades recents. James també va escriure articles, de vegades encisadors i d'altres melancòlics, sobre els diferents llocs que va visitar. Entre els més famosos llibres de viatges que va escriure, s'hi troba Italian Hours (un exemple de la faceta encisadora) i The American Scene (més aviat en la banda melancòlica).
James va ser un dels més grans escriptors de cartes de tots els temps. Existeixen més de deu mil cartes personals de James, i unes tres mil n'han estat publicades en un llarg nombre de col·leccions. Entre els destinataris se'n troben Robert Louis Stevenson, Edith Wharton i Joseph Conrad, a més del seu cercle d'amics. Les cartes van des de la "mera trivialitat mundana" a discussions serioses sobre temes artístics, socials o personals. Al final de la seua vida James va començar a escriure una sèrie d'escrits autobiogràfics: A Small Boy and Others, Notes of a Son and Brother, i l'inacabat The Middle Years. Aquestes obres retraten el desenvolupament d'un observador clàssic que va mantenir un interès apassionat en la creació artística, però que en certa manera va ser reticent a participar de ple en la vida corrent.

## Estudis sobre James, biografies i obres derivades
La reputació de James va caure fins al punt més baix en les dècades immediatament posteriors a la seua mort. Alguns crítics estatunidencs, com ara Van Wyck Brooks, van expressar hostilitat vers la llarga expatriació de James i la seua nacionalització com a britànic. Altres crítics, com E. M. Forster, van lamentar el que veien com un melindrós tractament del sexe i d'altres temes possiblement controvertits per part de James, o van rebutjar el seu estil en trobar-lo difícil i obscur, ple de frases llargues i amb un llenguatge massa llatinitzat.
Tot i que aquestes crítiques encara no s'han apaivagat completament, actualment James és àmpliament valorat per la seua mestra creació de situacions i arguments, revelant-hi les més pregones motivacions dels seus personatges, la seua continguda però divertida ironia, i el seu magistral domini del llenguatge. En el seu llibre de l'any 1983, The Novels of Henry James, el crític Edward Wagenknecht ofereix una rotunda opinió positiva, en paraules que recorden les de Theodora Bosanquet:
"Per a ser completament gran", escrivia Henry James en una crítica primerenca, "una obra d'art ha de conquerir el cor", i les seues novel·les aconsegueixen això fins a un grau excepcional… Més de seixanta anys després de la seua mort, el gran novel·lista que de vegades va professar no tenir opinions, està en harmonia amb l'humanisme cristià i la tradició democràtica. Els homes i dones que en plena Segona Guerra Mundial rastrejaven les llibreries de segona mà a la recerca dels llibres exhaurits de James, sabien el que volien. Mai un escriptor no havia hissat una bandera a la qual pogueren adherir-se tots els qui estimen la llibertat.
La biografia estàndard de James és l'escrita per Leon Edel en cinc extensos volums des de l'any 1953 al 1972. Edel va produir un cert nombre de versions abreujades i actualitzades de la seua biografia abans de la seua mort l'any 1997. Altres escriptors com ara Sheldon Novick, Lyndall Gordon, Fred Kaplan i Philip Horne també han publicat biografies de James que de vegades difereixen acusadament de les conclusions i interpretacions d'Edel. Colm Tóibín va utilitzar una llarga sèrie de biografies de James i d'altres membres de la seua família per a escriure la seua novel·la The Master, que és una narració en tercera persona en la qual Henry James és el personatge principal, i que tracta episodis específics de la seua vida entre els anys 1895 i 1899. Author, Author, una novel·la de David Lodge publicada en els mateixos anys, està basada en els esforços de James d'aconseguir l'èxit en el teatre en la dècada del 1890. L'any 2002, Emma Tennant va publicar Felony: The Private History of The Aspern Papers, una novel·la que retrata la relació entre James i la novel·lista americana Constance Fenimore Woolson i els possibles efectes d'aquesta relació sobre The Aspern Papers.
Els estudis sobre l'obra de James han adquirit una enorme proporció. El nombre d'estudis sobre The Turn of the Screw ha esdevingut impressionant per a una obra tan breu. The Henry James Review, revista de periodicitat quadrimestral, ofereix estudis sobre l'obra de James, i molts altres articles i llibres sobre el tema apareixen regularment. Poden trobar-se algunes guies sobre aquestes publicacions en les planes web indicades en l'apartat "Enllaços externs".

## Influència
Potser els exemples més destacats de la influència de James en els anys recents siguen les adaptacions al cinema d'algunes de les seues novel·les i narracions. L'equip d'Ismail Merchant i James Ivory va filmar tres versions de narracions de James: The Europeans (1978), The Bostonians (1984) i The Golden Bowl (2000). La versió de The Wings of the Dove dirigida per Iain Softley (1997) va ser un èxit de crítica i públic. Helena Bonham Carter va rebre una nominació als Oscar com a millor actriu per la seua memorable creació del personatge de Kate Croy. Jane Campion també ho va intentar amb The Portrait of a Lady (1996), però amb menys èxit. En la dècada del 1960, Jack Clayton va dirigir The Innocents (1961), adaptació de The Turn of the Screw a la pantalla. Anteriorment, William Wyler havia dirigit The Heiress (1949), adaptació de Washington Square.
James també ha influït sobre els seus col·legues escriptors. De fet, hi ha hagut una recent revalorització de l'obra de James, tal com s'ha indicat adés. Escriptors diversos, com ara Joyce Carol Oates amb Accursed Inhabitants of the House of Bly (1994), Louis Auchincloss amb The Ambassadress (1950), i Tom Stoppard amb The Real Thing (1982) han estat influïts clarament per les obres de James. Tot i que l'obra de James no es presta massa a ser portada a la música, la versió operística de The Turn of the Screw (1954), deguda a Benjamin Britten, ha esdevingut una de les obres més populars del compositor anglès. William Tuckett també es va basar en aquest conte per crear un ballet l'any 1999.
Fins i tot quan la influència no és òbvia, l'influx de James és de llarg abast. L'any 1954, quan l'ombra de la depressió enfosquia el seu ànim, Ernest Hemingway va escriure una emotiva carta en què va intentar calmar-se com pensava que ho feia James: "Ben aviat hauré de desfer-me d'això i intentar traquil·litzar-me com Henry James. Heu llegit mai Henry James? Va ser un gran escriptor que va venir a Venècia i guaitava per la finestra i fumava el seu cigar i pensava." La singular i potser inconscient al·lusió a The Aspern Papers hi subjau. Hi ha vertaders lligams estranys, com l'ús publicitari que Rolls-Royce va fer de la cèlebre frase de Strether en The Ambassadors: "Viu com pugues; és un error no fer-ho". És irònic, tenint en compte el sardònic tractament que rep en la novel·la la "gran nova força" de la publicitat.

## Obres principals de James

### Novel·les
| - Watch and Ward (1871) - Roderick Hudson (1875) - The American (1877) - The Europeans (1878) (traduïda al català per Xavier Pàmies) - Confidence (1879) - Washington Square (1880) (traduïda al català per Jordi Arbonès, Proa, 1985, A tot vent, 225) - The Portrait of a Lady (1881) - The Bostonians (1886) | - The Princess Casamassima (1886) - The Reverberator (1888) - The Tragic Muse (1890) - The Other House (1896) - The Spoils of Poynton (1897) - What Maisie Knew (1897) - The Awkward Age (1899) - The Sacred Fount (1901). (La font sagrada. Traducció d'Alfred Sargatal. Martorell: Adesiara editorial, 2016.) | - The Wings of the Dove (1902) - The Ambassadors (1903) - The Golden Bowl (1904) - The Whole Family (en col·laboració amb altres onze escriptors, 1908) - The Outcry (1911) - The Ivory Tower (inacabada, publicada pòstumanent el 1917) - The Sense of the Past (inacabada, publicada pòstumanent el 1917) |
| | | |

### Novel·les curtes i contes
| - A Passionate Pilgrim (1871) - Madame de Mauves (1874) - Daisy Miller (1878) - A Bundle of Letters (1879) - The Author of Beltraffio (1884) - El papers d'Aspern (1888) (traduïda al català per Joan Sellent) - A London Life (1888) | - The Pupil (1891) - The Real Thing (1892) - The Middle Years (1893) - The Altar of the Dead (1895) - Un altre pas de rosca (1898) - In the Cage (1898) - Europe (1899) | - Paste (1899) - The Great Good Place (1900) - Mrs. Medwin (1900) - The Birthplace (1903) - The Beast in the Jungle (1903) - The Jolly Corner (1908) |

### Llibres de viatges
| - A Little Tour in France (1884) - English Hours (1905) | - The American Scene (1907) - Italian Hours (1909) |

### Crítica literària
| - French Poets and Novelists (1878) - Hawthorne (1879) - Partial Portraits (1888) - Essays in London and Elsewhere (1893) | - New York Edition (1907-1909) - Notes on Novelists (1914) - Notebooks (diversos anys) |

### Autobiografia
| - A Small Boy and Others (1913) - Notes of a Son and Brother (1914) | - The Middle Years (inacabada, publicada pòstumament 1917) |

### Obres de teatre
| - Theatricals (1894) - Theatricals: Second Series (1895) | - Guy Domville (1895) |

### Biografia
- William Wetmore Story and His Friends (1903)

### Crítica d'Art
- Picture and Text (1893)

### Biografia
- Henry James: The Untried Years 1843–1870 de Leon Edel (1953).
- Henry James: The Conquest of London 1870–1881 de Leon Edel (1962), ISBN 0-380-39651-3.
- Henry James: The Middle Years 1882–1895 de Leon Edel (1962), ISBN 0-380-39669-6.
- Henry James: The Treacherous Years 1895–1901 de Leon Edel (1969), ISBN 0-380-39677-7.
- Henry James: The Master 1901–1916 de Leon Edel (1972), ISBN 0-380-39677-7.
- Henry James: The Imagination of Genius de Fred Kaplan (1992), ISBN 0-688-09021-4.
- Henry James: The Young Master de Sheldon Novick (1996), ISBN 0-394-58655-7.
- A Private Life of Henry James: Two Women and His Art de Lyndall Gordon (1998), ISBN 0-393-04711-3.
- Henry James: A Life in Letters editat per Philip Horne (1999), ISBN 0-670-88563-0.

### Edicions
- Henry James: Autobiography editat per F.W. Dupee (1956).
- The American: an Authoritative Text, Backgrounds and Sources, Criticism editat per James Tuttleton (1978), ISBN 0-393-09091-4.
- The Notebooks of Henry James editat per F. O. Matthiessen and Kenneth Murdock (1981), ISBN 0-226-51104-9.
- Henry James Literary Criticism — Essays on Literature, American Writers, English Writers editat per Leon Edel and Mark Wilson (1984), ISBN 0-940450-22-4.
- Henry James Literary Criticism — French Writers, Other European Writers, The Prefaces to the New York Edition editat per Leon Edel and Mark Wilson (1984), ISBN 0-940450-23-2.
- The Complete Notebooks of Henry James editat per Leon Edel and Lyall Powers (1987), ISBN 0-19-503782-0.
- The Complete Plays of Henry James editat per Leon Edel (1990), ISBN 0-19-504379-0.
- Henry James Collected Travel Writings — Great Britain and America — English Hours, The American Scene, Other Travels editat per Richard Howard (1993), ISBN 0-940450-76-3.
- Henry James Collected Travel Writings — The Continent — A Little Tour in France, Italian Hours, Other Travels editat per Richard Howard (1993), ISBN 0-940450-77-1.
- The Ambassadors: An Authoritative Text, The Author on the Novel, Criticism editat per S. P. Rosenbaum (1994), ISBN 0-393-96314-4.
- The Turn of the Screw: Authoritative Text, Contexts, Criticism editat per Deborah Esch and Jonathan Warren (1999), ISBN 0-393-95904-X.
- The Portrait of a Lady: An Authoritative Text, Henry James and the Novel, Reviews and Criticism editat per Robert Bamberg (2003), ISBN 0-393-96646-1.
- The Wings of the Dove: Authoritative Text, The Author and the Novel, Criticism editat per J. Donald Crowley and Richard Hocks (2003), ISBN 0-393-97881-8.
- Tales of Henry James: The Texts of the Tales, the Author on His Craft, Criticism editat per Christof Wegelin and Henry Wonham (2003), ISBN 0-393-97710-2.
- The Portable Henry James, Nova edició de John Auchard (2004), ISBN 0-14-243767-0.

### Estudis
- The Novels of Henry James d'Oscar Cargill (1961).
- The Tales of Henry James d'Edward Wagenknecht (1984), ISBN 0-8044-2957-X.
- Modern Critical Views: Henry James editat per Harold Bloom (1987), ISBN 0-87754-696-7.
- A Companion to Henry James Studies editat per Daniel Fogel (1993), ISBN 0-313-25792-2.
- Henry James: A Collection of Critical Essays editat per Ruth Yeazell (1994), ISBN 0-13-380973-0.
- The Cambridge Companion to Henry James editat per Jonathan Freedman (1998), ISBN 0-521-49924-0.

### General
- A Bibliography of Henry James: Third Edition de Leon Edel, Dan Laurence i James Rambeau (1982), ISBN 1-58456-005-3.
- A Henry James Encyclopedia de Robert L. Gale (1989), ISBN 0-313-25846-5.